# FK Zénith Ijevsk
Ne pas confondre avec le FK Ijevsk, autre club de la ville ayant existé de 1923 à 2005.
Maillots
Le Zénith Ijevsk (russe : «Зенит-Ижевск») est un club de football russe fondé en 2011 et basé à Ijevsk.
Il évolue en quatrième division russe depuis la saison 2023-2024.

## Histoire
Fondé en 2011 sur la base de l'ancien FK Ijevsk disparu en 2005, le club accède directement au niveau professionnel en prenant la place du défunt SOYOUZ-Gazprom Ijevsk dans la troisième division à partir de la saison 2011-2012. Il termine notamment second du groupe Oural-Povoljié trois fois de suite entre 2014 et 2017.

## Bilan sportif

### Classements en championnat
La frise ci-dessous résume les classements successifs du club en championnat de Russie depuis 2011.

### Bilan par saison
| Saison    | Championnat       | Championnat | Championnat | Championnat | Championnat | Championnat | Championnat | Championnat | Championnat | Championnat | Coupe de Russie     |
| Saison    | Division          | Pos         | Pts         | J           | V           | N           | D           | BP          | BC          | Diff        | Coupe de Russie     |
| --------- | ----------------- | ----------- | ----------- | ----------- | ----------- | ----------- | ----------- | ----------- | ----------- | ----------- | ------------------- |
| 2011-2012 | 3e Oural-Povoljié | 10e         | 46          | 38          | 12          | 10          | 6           | 50          | 50          | 0           | 256es de finale     |
| 2012-2013 | 3e Oural-Povoljié | 6e          | 47          | 28          | 14          | 5           | 9           | 47          | 37          | +10         | 64es de finale      |
| 2013-2014 | 3e Oural-Povoljié | 5e          | 40          | 27          | 10          | 10          | 7           | 28          | 19          | +9          | 32es de finale      |
| 2014-2015 | 3e Oural-Povoljié | 2e          | 42          | 25          | 12          | 6           | 7           | 39          | 24          | +15         | 128es de finale     |
| 2015-2016 | 3e Oural-Povoljié | 2e          | 54          | 27          | 17          | 3           | 7           | 49          | 25          | +14         | Seizièmes de finale |
| 2016-2017 | 3e Oural-Povoljié | 2e          | 51          | 24          | 15          | 6           | 3           | 47          | 18          | +29         | 128es de finale     |
| 2017-2018 | 3e Oural-Povoljié | 5e          | 42          | 24          | 13          | 3           | 8           | 28          | 17          | +11         | 64es de finale      |
| 2018-2019 | 3e Oural-Povoljié | 7e          | 32          | 24          | 8           | 8           | 8           | 30          | 29          | +1          | 64es de finale      |
| 2019-2020 | 3e Oural-Povoljié | 9e          | 18          | 17          | 5           | 3           | 9           | 27          | 27          | 0           | 128es de finale     |
| 2020-2021 | 3e Groupe 4       | 12e         | 22          | 28          | 5           | 7           | 16          | 31          | 43          | -12         | 256es de finale     |
| 2021-2022 | 3e Groupe 4       | 14e         | 16          | 28          | 4           | 4           | 20          | 20          | 55          | -35         | Phase de groupes    |
| 2022-2023 | 3e Groupe 4       | 8e          | 24          | 15          | 6           | 6           | 3           | 24          | 16          | +8          | 32es de finale      |

Légende
- Promotion en division supérieure
- Relégation en division inférieure

## Entraîneurs
La liste suivante présente les différents entraîneurs du club.
- Aleksandr Ivtchenko (juin 2011-juin 2013)
- Igor Menchtchikov (juin 2013-juin 2018)
- Sergueï Iemilianov (juillet 2018-octobre 2020)
- Konstantin Kaïgorodov (juillet 2018-octobre 2020)
- Vadim Khafizov (depuis février 2021)

## Historique du logo

2011-2019
depuis 2020